# Serra d’Aiello
Serra d’Aiello – miejscowość i gmina we Włoszech, w regionie Kalabria, w prowincji Cosenza.
Według danych na rok 2004 gminę zamieszkiwało 878 osób, 292,7 os./km².